# Ярвекюля
Ярвекюля (ест. Järvekülä) — село в Естонії, входить до складу волості Риуге, повіту Вирумаа.